# Gaab (Naturschutzgebiet)
Das Gebiet Gaab ist ein Naturschutzgebiet auf dem Gebiet der Stadt Murrhardt im Rems-Murr-Kreis. Das Schutzgebiet wurde vom Regierungspräsidium Stuttgart durch Verordnung vom 15. September 1989 als Bestandteil des Natur- und Landschaftsschutzgebiets Gaab-Fornsbacher Talspinne-Hungerbühl-Hunnenburg ausgewiesen.

## Lage und Beschreibung
Das Naturschutzgebiet Gaab  liegt südöstlich von Murrhardt zwischen den Ortsteilen Unterneustetten und Hausen bei der Eisenschmiedmühle am Oberlaufknie der Murr im Bereich der Otterbach-Mündung. Es gehört zum Naturraum Schwäbisch-Fränkische Waldberge und liegt im Naturpark Schwäbisch-Fränkischer Wald.
Das Gebiet umfasst einen Abschnitt der Murr mit der Otterbach-Mündung, die umgebenden Talwiesen und dem Hangwald unter dem von der Murr umflossenen Raitberg-Sporn am linken Talhang des Murrtals.